# Internement (droit international)
En droit international, l'internement est une mesure d'incarcération prise par un pays à l'égard des ressortissants d'un autre, lorsque ces derniers sont considérés comme indésirables ou dangereux mais ne peuvent pas pour autant être renvoyés chez eux. On y a surtout recours en temps de guerre.
L'internement n'est pas la prison car il ne requiert pas de flagrant délit, échappe aux tribunaux et n'implique pas la culpabilité, même si des enquêtes sont souvent conduites par les services de renseignement militaire sur les activités des internés avant leur arrestation.
Les civils japonais internés dans des camps aux États-Unis, en 1942, n'étaient ni des espions ni des soldats, mais leur simple nationalité conduisait les autorités américaines à prendre leurs précautions. Dans ce cas précis, le FBI a également mené des enquêtes en vertu de ses devoirs de contre-espionnage territorial.
On a également recours à l'internement pour sauvegarder la neutralité d'un pays. La Suède, durant la Seconde Guerre mondiale, a ainsi systématiquement interné les aviateurs alliés qui atterrissaient sur son territoire. Les rapatrier vers l'Angleterre aurait en effet impliqué, aux yeux du régime nazi, que la Suède offrait l'asile aux ennemis de l'Allemagne à l'issue de leurs missions de bombardement. En retenant les aviateurs et leur matériel, elle se prémunissait contre toute réclamation allemande et surtout contre une invasion possible.
L'internement est souvent très mal vu par la communauté internationale car il contrevient à de nombreux droits de la personne (à l'instar du cas des détenus de Guantanamo Bay). Pour cette raison, il n'est que rarement utilisé.

## Convention de La Haye de 1907
Le mot internement est également utilisé pour décrire la pratique d'un pays neutre consistant à détenir des militaires et du matériel des belligérants sur son territoire en temps de guerre, en vertu de la Convention de La Haye de 1907.[réf. nécessaire]